# Sondalo
Sondalo é uma comuna italiana da região da Lombardia, província de Sondrio, com cerca de 4.498 habitantes. Estende-se por uma área de 96 km², tendo uma densidade populacional de 47 hab/km². Faz fronteira com Grosio, Ponte di Legno (BS), Valdisotto, Valfurva, Vezza d'Oglio (BS).

## Demografia
| Variação demográfica do município entre 1861 e 2011                               |
|                                                                                   |
| Fonte: Istituto Nazionale di Statistica (ISTAT) - Elaboração gráfica da Wikipedia |